# Lemmus amurensis
El lemming de Amur (Lemmus amurensis) es una especie de roedor miomorfo de la familia Cricetidae. 

## Distribución geográfica
Se encuentra cerca del río Amur en Siberia. 